# Arató Antal
Arató Antal (Budapest, 1942. június 21. – 2025. május 25.) magyar könyvtáros.

## Életútja
Felsőfokú tanulmányait magyar–könyvtár szakon végezte. 1961–1970 között a Fővárosi Szabó Ervin Könyvtár munkatársa volt. 1970–1980 között a Jászberényi Városi Könyvtárat igazgatta. 
1980–1991 között előbb az Országos Széchényi Könyvtár Könyvtártudományi és Módszertani Központjának osztályvezetője lett, majd a Szabó Ervin Könyvtár főosztályvezetőjeként dolgozott. 1991–1994 között az OSZK munkatársa volt. 
1994-ben a székesfehérvári Vörösmarty Mihály Megyei Könyvtár igazgatójává nevezték ki. 1999–2005 között címzetes igazgatóként működött.
2022-ben megjelent az életét bemutató könyv: Majer Tamás: Úri passzió – Interjúregény Arató Antallal (Vesszőparipa Kiadó, Székesfehérvár). 

## Munkássága
Kutatóként elsősorban állománygyarapítási kérdésekkel és olvasottsági vizsgálatokkal foglalkozik. A Könyvtáros 1963, a Könyvtári Figyelő 1975, a Kisgrafika 1987 óta közölte módszertani írásait. 1986 óta a Közhasznú kisbibliográfiák című sorozat szerkesztője.
Sajtótörténeti és honismereti kutatásokat is végez. Helytörténeti írásait a Jászkunság és a Jászberény című lapokban jelenteti meg 1975, illetve 1976 óta.

## Díjai, kitüntetései
- Szabó Ervin-emlékérem (1978)
- Fehér Rózsa-díj (1992)
- Supka Géza-emlékérem (2002)
- Bibliotéka emlékérem (2006)
- Magyar Arany Érdemkereszt (2016)
- Pro Cultura Albae Regiae (2016)
- Füzéki István-emlékérem (2017)

## Főbb művei
- Gecse Árpád, a Jászság festője (Egri Máriával; Jászberény, 1974)
- Állományalakítás és ízlésformálás egy községi könyvtárban. Jelentés egy kísérletről (Budapest, 1975)
- Állománygyarapítás egy városi-járási könyvtárban (Budapest, 1976)
- A Szolnok megyei hírlapok és folyóiratok bibliográfiája. 1868–1972 (Szász Andrásnéval; Szolnok, 1976)
- Mit tehet a könyvtár? Cikkgyűjtemény egy városi-járási könyvtár tíz évéről (válogatás; Szolnok, 1982)
- Mibe kerül? Költségvetési kalkulációk és módszertani megjegyzések közművelődési és iskolai könyvtárak állománygyarapítására az "Új könyvek" című állománygyarapítási tanácsadó 1982. évi kínálata alapján; szerk. Arató Antal; OSZK Könyvtártudományi és Módszertani Központ, Bp., 1983
- Mibe kerül? Költségvetési kalkulációk és módszertani megjegyzések iskolai könyvtárak állománygyarapítására az "Új könyvek" című állománygyarapítási tanácsadó 1982. évi kínálata alapján; szerk. Arató Antal; OPKM, Bp., 1984 (Az Országos Pedagógiai Könyvtár és Múzeum kiadványai Módszertani füzetek)
- Hazánk felszabadulása. Módszertani segédanyag; szerk. Arató Antal; OSZK Könyvtártudományi és Módszertani Központ, Bp., 1984
- Kalauzok, tájékoztatási segédeszközök a mai magyar irodalomról; összeáll. Arató Antal, Harmat Béla; Könyvért, Bp., 1986 (Tudja-e, hogy kérheti?)
- Majer Tamás: Úri passzió. Interjúregény Arató Antallal; Vesszőparipa–Hírbelebumm Szociális Szövetkezet, Székesfehérvár, 2022